# Шевченківська сільська рада (Сахновщинський район)
Шевче́нківська сільська́ ра́да — адміністративно-територіальна одиниця та орган місцевого самоврядування в Сахновщинському районі Харківської області. Адміністративний центр — село Шевченкове.

## Загальні відомості
Шевченківська сільська рада утворена в 1924 році.
- Територія ради: 50,48 км²
- Населення ради: 958 осіб (станом на 2001 рік)
- Територією ради протікає річка Оріль.

## Населені пункти
Сільській раді підпорядковані населені пункти:
- с. Шевченкове
- с. Миколаївка

## Склад ради
Рада складається з 14 депутатів та голови.
- Голова ради: Лисенко Світлана Володимирівна
- Секретар ради: Балабанова Зоя Михайлівна

### Керівний склад попередніх скликань
| Прізвище, ім'я, по батькові    | Основні відомості                                                               | Дата обрання | Дата звільнення |
| ------------------------------ | ------------------------------------------------------------------------------- | ------------ | --------------- |
| Єрохін Леонід Іванович         | Сільський голова, 1934 року народження                                          | 26.03.2006   | 31.10.2010      |
| Лисенко Світлана Володимирівна | Сільський голова, 1960 року народження, освіта середня спеціальна, позапартійна | 31.10.2010   |                 |

Примітка: таблиця складена за даними сайту Верховної Ради України

### Депутати
За результатами місцевих виборів 2010 року депутатами ради стали:

#### За суб'єктами висування
| Суб'єкт висування | Кількість обраних депутатів | %    |
| ----------------- | --------------------------- | ---- |
| Партія регіонів   | 10                          | 71,4 |
| Самовисування     | 4                           | 28,6 |

#### За округами
| № округу        | Прізвище, ім'я, по батькові      | Дата визнання обраним | Освіта  | Партійна приналежність | Відомості про обраного депутата              |
| --------------- | -------------------------------- | --------------------- | ------- | ---------------------- | -------------------------------------------- |
| Партія регіонів |                                  |                       |         |                        |                                              |
| 1               | Кушнір Алла Борисівна            | 05.11.2010            | середня | член Партії регіонів   | Шевченківська загальноосвітня школа, вчитель |
| 2               | Пальоха Олег Володимирович       | 05.11.2010            | середня | член Партії регіонів   | ТОВ «А. Д. ім. Горького», водій              |
| 3               | Шевченко Вікторія Анатоліївна    | 05.11.2010            | середня | член Партії регіонів   | Домогосподарка                               |
| 4               | Катрющенко Сергій Миколайович    | 05.11.2010            | середня | член Партії регіонів   | одноосібник.                                 |
| 6               | Мастиренко Володимир Олексійович | 05.11.2010            | середня | член Партії регіонів   | одноосібник                                  |
| 7               | Правденко Григорій Павлович      | 05.11.2010            | вища    | член Партії регіонів   | підприємець                                  |
| 8               | Бойченко Сергій Володимирович    | 05.11.2010            | середня | член Партії регіонів   | одноосібник                                  |
| 9               | Майстеренко Катерина Миколдаївна | 05.11.2010            | середня | член Партії регіонів   | Шевченківський ясла-садок № 4, вихователь    |
| 12              | Марущак Микола Данилович         | 05.11.2010            | середня | член Партії регіонів   | тимчасово не працює                          |
| 14              | Дейніченко Лідія Павлівна        | 05.11.2010            | середня | член Партії регіонів   | тимчасово не працює                          |
| Самовисування   |                                  |                       |         |                        |                                              |
| 5               | Котляр Олена Василівна           | 05.11.2010            | вища    | позапартійна           | Шевченківський СБК, директор                 |
| 10              | Балабанова Зоя Михайлівна        | 05.11.2010            | середня | позапартійна           | Шевченківська сільська рада, спеціаліст      |
| 11              | Замула Микола Якович             | 05.11.2010            | вища    | позапартійний          | пенсіонер                                    |
| 13              | Кравченко Антоніна Степанівна    | 05.11.2010            | середня | член Партії регіонів   | Шевченківська сільська рада, секретар        |